# Горлиця ветарська
Горлиця ветарська (Macropygia magna) — вид голубоподібних птахів родини голубових (Columbidae). Мешкає в Індонезії і Східному Тиморі. Ветарська горлиця до 2016 року вважалася конспецифічною з танімбарською і флореською горлицями.

## Опис
Довжина птаха становить 40 см, з яких 20 см припадає на довгий хвіст. Голова. шия і груди жовтувато-коричневі, поцятковані темними горизонтальними смужками, особливо помітними на шиї. Горло світло-жовто-коричневе, нижня частина тіла світло-коричнева. Верхня частина тіла, крила і хвіст темно-рудувато-коричневі, легко поцятковані темними смужками. Дзьоб темно-коричневий, кінчик знизу світлий. Райдужки сизі з оранжевими кільцями. Лапи темно-червоні. У самиць нижня частина тіла каштанова, темні смужкки на грудях відсутні, однак присутні сірі плямки. У молодих птахів живіт поцяткований темними смужками, голова рудувато-коричнева, поцяткована чорними смугами.

## Поширення і екологія
Ветарські горлиці мешкають на сході Малих Зондських островів, на островах Тимор і Ветар. Вони живуть у сухих і вологих рівнинних тропічних лісах. 